# Kentropyx lagartija
Espèce
Kentropyx lagartija est une espèce de sauriens de la famille des Teiidae.

## Répartition
Cette espèce est endémique de la province de Tucumán en Argentine.

## Publication originale
- Gallardo, 1962 : El género Kentropyx (Sauria, Teiidae) en la República Argentina. Acta Zoologica Lilloana, vol. 18, p. 243-345.